# Louis Beethoven Prout
Louis Beethoven Prout (1864–1943) là một nhà côn trùng học và nhà âm nhạc học người Anh.  Ông là người có chuyên môn cao về côn trùng của loài bọ cánh phấn, đặc biệt là nhóm Geometridae, hoặc bướm đêm thuộc nhóm Geometridae. Sổ tay và công trình nghiên cứu của ông hình thành nên bản mục lục về nhóm Geometridae